# Floresta (Pernambuco)
Floresta è un comune del Brasile nello Stato del Pernambuco, parte della mesoregione di São Francisco Pernambucano e della microregione di Itaparica.

## Storia
La Città ebbe origine, nel XVIII secolo da due piccole Fazendas: la Curralinho e la Paus Pretos.

## Economia
È una delle maggiori Città dello Stato di Pernambuco produttrici di pomodori e cipolle. È conosciuta anche per l'intenso allevamento ovino e caprino.